# Camp Imazu
Le Camp Imazu est un camp militaire de la Force terrestre d'autodéfense japonaise.

## Historique
En 2015, le camp accueille le 3e bataillon de chars (ja).
Depuis 2019, le camp accueille l’équipe de collecte d’informations de la région de Chubu.

## Utilisation
Des exercices communs avec d'autres armées y sont organisés,,,.